# Либертарианское движение (Коста-Рика)
Партия либертарианского движения, или Либертарианское движение (исп. Partido Movimiento Libertario; PML) — правая политическая партия в Коста-Рике, основанная на идеях либертарианского консерватизма. Образована в мае 1994 года. После значительных успехов в начале 2000-х годов, когда её постоянный кандидат Отто Гевара был среди основных кандидатов и занимал третье место в президентских выборах 2006 и 2010 годах, партия пострадала от нескольких коррупционных скандалов и нехватки средств. Постепенная деградация закончилась фиаско на выборах 2014 года, когда она оказалась четвертой в президентских списках и пятой в парламенте. Позже партия потеряла всех своих мэров на промежуточных местных выборах 2016 года и, наконец, получила худшие результаты в 2018 году, когда кандидатура Гевары набрала всего 1 % поддержки и партия потеряла своё представительство в Законодательном собрании. В 2019 году Гевара объявил, что партия больше не будет участвовать в выборах и что будет создана новая формация под названием Либеральный союз.

## История
Либертарианское движение было основано беспартийными либералами из Академии и либеральными перебежчиками из Партии социал-христианского единства в 1994 году. Партия участвовала в выборах 1998 года с Федерико Малавасси в качестве кандидата в президенты, получившего всего 0,4 % голосов, но добившись избрания члена партии Отто Гевары в Законодательное собрание. В то время партия была строго либертарианской и выступала за минималистическое правительство (что было весьма полемично в государстве всеобщего благосостояния, таком как Коста-Рика, когда даже правые партии, такие как социал-христиане, склонны принимать социальные программы и вмешательство правительства), легализацию рекреационных наркотиков, однополых браков, абортов.
На выборах 2002 года Гевара безуспешно баллотировался в президенты, получив 1,7 % голосов, но партия на выборах в законодательные органы выступила успешно, получив 9,3 % голосов избирателей и 6 из 57 мест парламента. Через несколько недель после вступления в должность один конгрессмен покинул партию и стал независимым, оставив ЛД с пятью местами. В 2006 году Гевара вновь баллотировался в президенты (безуспешно, 8,4 % голосов), а партия на выборах в законодательные органы получила 9,1 % голосов избирателей и вновь 6 мест из 57. Евангелический пастор Фернандо Алексис Кастильо Вильянуэва поддерживал партию в этот период. На всеобщих выборах 2010 года Гевара снова был кандидатом в президенты и получил 20 % голосов избирателей. Партия также увеличила количество своих депутатов до девяти (хотя трое из этих депутатов вышли из партии до окончания законодательного периода). На муниципальном уровне партия получила одного мэра в 2006 году и двух в 2010 году.
В своей предвыборной кампании 2014 года партия заняла более социально консервативную позицию, полностью выступив против легализации абортов и отвергнув право гомосексуальных пар на разрешение на брак.
Партия потерпела фиаско на выборах 2014 года, оказавшись на четвертом месте и сократив своё представительство в парламенте с 9 до 4, а позже в 2016 году не смогла избрать ни одного мэра на муниципальных выборах. Этот провал на выборах также дорого обошёлся, поскольку партия не смогла выплатить часть своих предвыборных долгов как рабочим, социальному обеспечению, кредиторам, так и банкам. В 2015 году уволился ещё один заместитель Кармен Кесада, объявившая себя независимой.
Вдобавок ко всем проблемам в 2015 году несколько членов партии предстали перед судом после того, как государство обвинило их в мошенничестве, по-видимому, пытавшихся обмануть Избирательный трибунал в оплате тренингов, которые уже были оплачены Фондом Фридриха Науманна. Судьи приговорили вице-президента партии, казначея и бухгалтера к восьми годам лишения свободы.
На всеобщих выборах 2018 года партия провела первые первичные выборы в своей истории из-за того, что более одного члена претендовали на выдвижение партии на пост президента. Двумя предварительными кандидатами были Отто Гевара, баллотировавшийся в пятый раз, на этот раз с правым популистским тоном, вдохновлённым кампаниями Дональда Трампа. Другим кандидатом была Наталья Диас, молодая депутат, которая пообещала, что в случае избрания она придаст партии новое лицо и обновит её структуру и администрацию. Тем не менее, Гевара победил, набрав 59,49 % голосов.
Из-за предыдущих обвинений партии в мошенничестве избирательной кампании Отто Гевары было трудно найти банк, который бы предоставил партии ссуду для её проведения. Ситуация изменилась 20 января, когда банк Promérica предоставил партии ссуду в размере 500 млн колонов для финансирования предвыборной кампании. Тем не менее, Гевара получил лишь 1 % голосов, а партия с 2,3 % голосов потеряла парламентское представительство.
В ноябре 2019 года Гевара объявил о создании новой политической партии под названием Либеральный союз, поскольку Либертарианское движение не может выплатить свои долги.
Однако в 2021 году партия объявила, что Либертарианское движение будет участвовать в выборах 2022 года. Кандидатом в президенты стал Луис Альберто Кордеро Ариас, бывший президент Фонда Ариаса за мир и человеческий прогресс. Кордеро заявил, что новое либертарианское движение, которое он возглавляет, сильно отличается от того, которое когда-то возглавлял Отто Гевара, и даже заявлял о защите Фонд социального обеспечения Коста-Рики, позиция, противоположная антигосударственной и публичной антимонопольной позиции, которую партия занимала в прошлом.

## Участие в выборах

### Президентские выборы
| Выборы | Кандидат                 | Голосов | %     | Место  | Результат |
| ------ | ------------------------ | ------- | ----- | ------ | --------- |
| 1998   | Федерико Малавасси Калво | 5874    | 0,4%  | 7/12   | Поражение |
| 2002   | Отто Гевара              | 25 815  | 1,7%  | ▲ 4/12 | Поражение |
| 2006   | Отто Гевара              | 137 710 | 8,5%  | ▲ 3/14 | Поражение |
| 2010   | Отто Гевара              | 384 540 | 20,8% | ▬ 3/9  | Поражение |
| 2014   | Отто Гевара              | 233 064 | 11,3% | ▼ 4/13 | Поражение |
| 2018   | Отто Гевара              | 21 890  | 1,02% | ▼ 7/13 | Поражение |

### Парламентские выборы
| Выборы | Лидер                    | Голосов | %     | Мест    | +/-   | Место  | Положение                 |
| ------ | ------------------------ | ------- | ----- | ------- | ----- | ------ | ------------------------- |
| 1998   | Федерико Малавасси Калво | 42 640  | 3,1%  | 1 из 57 | новая | 4/23   | Оппозиция                 |
| 2002   | Отто Гевара              | 142 152 | 9,3%  | 6 из 57 | ▲ 5   | 4/18   | Оппозиция                 |
| 2006   | Отто Гевара              | 147 934 | 9,2%  | 6 из 57 | ▬     | ▲ 3/11 | Оппозиция                 |
| 2010   | Отто Гевара              | 275 518 | 14,5% | 9 из 57 | ▲ 3   | 3/18   | Оппозиция                 |
| 2014   | Отто Гевара              | 162 559 | 7,9%  | 4 из 57 | ▼ 5   | ▼ 5/21 | Оппозиция                 |
| 2018   | Отто Гевара              | 49 659  | 2,32% | 0 из 57 | ▼ 4   | ▼ 9/21 | Непарламентская оппозиция |